# Хакворт, Майя
Майя Хакворт (нидерл. Maya Hakvoort; род. 19 сентября 1966, Неймеген) — нидерландская певица и актриса.

## Биография
Год проучилась в консерватории Маастрихта, затем в академию художеств Kleinkunstakademie в Амстердаме, а затем Амстердамское театральное училище Schauspielschule De Trap. После играла различные роли в мюзиклах, а также гастролировала по Нидерландах, Германии, Австрии и Бельгии. В 1992 году снялась в нескольких эпизодах сериала «Хорошие времена, плохие времена». Исполнила главную роль в нескольких версиях мюзикла «Элизабет». Впервые, с сольной программой «Maya Goes Solo» -выступила в новогоднюю ночь 2004 года. В 2005—2006 годах гастролировала со своей сольной программой по Австрии, Германии, Италии и Японии.

## Образование
- 1984-85 Konservatorium Maastrich;
- 1985-89 Kleinkunstakademie Amsterdam:
- 1992-93 Schauspielschule «De Trap» Amsterdam.

## Дискография
- Elisabeth (live 1996)
- In Love with Musical (live 1996)
- Musical Christmas in Vienna (1996)
- Musicalstars singen Weihnachtslieder (1996)
- Ihr Männer (1997)
- Shades of Night (1997)
- That’s Musical (1999)
- Musical Changes (2000)
- Duettalbum von Marco Bakker (2000)
- There´s no business like showbusiness (live 2000)
- Jekyll & Hyde — Wiener Produktion (2002)
- 10th Anniversary Concert Elisabeth (2002)
- Elisabeth (5 Tracks) (2003)
- Schlaraffenland (2003)
- Elisabeth (2004)
- Musical Christmas in Vienna (2004)
- Maya Goes Solo (2005/2006/2007)
- Elisabeth Gesamtaufnahme Wien(2006)
- In My Life (2007/2008)

## Фильмография
| Название                                                       | Жанр                                   | Год       | Роль                               |
| -------------------------------------------------------------- | -------------------------------------- | --------- | ---------------------------------- |
| Косой взгляд (Seitenblicke)                                    | Документальный сериал                  | 1987      | Играет саму себя                   |
| Хорошие времена, плохие времена (Goede tijden, slechte tijden) | Сериал, драма                          | 1992      | Lies van Putten                    |
| Niemand de deur uit                                            | Комедия                                | 1993      | Receptioniste                      |
| Элизабет (Elisabeth)                                           | Биография, драма, мюзикл               | 2005      | Elisabeth, Kaiserin von Österreich |
| Musical! Die Show                                              | Австрийское шоу-поиск актёров и актрис | 2007      | Судья проекта                      |
| Seitenblicke                                                   | Комедия, документальное                | 2008-2011 | Играет саму себя                   |
| Herbstzeit                                                     | Ток-шоу                                | 2011      | Играет саму себя                   |